# Joe Puryear
Joseph Nicholi Puryear (* 17. August 1973; † 27. Oktober 2010 am Lapche Kang) war ein US-amerikanischer Bergsteiger.
Puryear kam am 27. Oktober 2010 beim Besteigungsversuch des Lapche Kang in Tibet ums Leben. Er hatte bis zu diesem Zeitpunkt gemeinsam mit seinem Kletterpartner David Gottlieb mehrere Sechstausender im Himalaya erstbestiegen.

## Bergsteiger
Joe Puryear wuchs auf einem Weingut im Yakima Valley im US-Bundesstaat Washington auf. Er arbeitete als Ranger im Mount-Rainier-Nationalpark. Anschließend begeisterte er sich für den Bergsport und bestieg zahlreiche Berge in Nord- und Südamerika sowie im Himalaya.
Gemeinsam mit David Gottlieb führte er Erstbesteigungen der Sechstausender Kang Nachugo, Takargo und Jobo Rinjang durch. 
Bei dem Versuch einer Zweitbesteigung des in Tibet gelegenen 7367 m hohen Lapche Kang 
stürzte Puryear, der zu dem Zeitpunkt ungesichert war, bei einem Wechtenbruch 460 m in die Tiefe.